# Referer
Il referer (o HTTP referer) è semplicemente l'URL di un elemento che conduce all'elemento corrente: ad esempio, il referer di una pagina HTML può essere un'altra pagina HTML. In sostanza, esso rappresenta la fonte dalla quale un utente è venuto a conoscenza di una pagina. Il referer è parte integrante di una request HTTP inviata dal browser al webserver.

## Utilizzo
Per risalire al referer tramite JavaScript è possibile utilizzare la variabile document.referrer, mentre in PHP la variabile è $_SERVER["HTTP_REFERER"].
Molti strumenti di gestione blog hanno al loro interno delle funzionalità relative alla raccolta, all'analisi ed al controllo dei referer, rendendo pubblici i risultati ottenuti; queste funzionalità sono state ideate originariamente al fine di "restituire il favore", ovvero di relinkare le pagine che hanno fornito un link alla pagina in questione: ultimamente queste funzionalità sono state pesantemente prese di mira dallo spam.

## Referer o referrer?
La parola originariamente riconosciuta come corretta è "referrer". Tuttavia, a causa di errori di scrittura comuni, che hanno portato a togliere una "erre" dalla parola, venne in seguito riconosciuta come corretta anche la parola "referer". Questa versione della parola è stata utilizzata nelle specifiche ufficiali dell'HTTP (il protocollo di comunicazione del World Wide Web). Essa, pertanto, è diventata l'ortografia normale settoriale quando ci si riferisce ai referer del protocollo HTTP.